# Paraplanodes
Paraplanodes är ett släkte av skalbaggar. Paraplanodes ingår i familjen långhorningar.
Kladogram enligt Catalogue of Life:
| Paraplanodes | \| \| Paraplanodes granulatocostatus \| \| \| \| \| \| Paraplanodes simplicicornis \| \| \| \| |
|              | \| \| Paraplanodes granulatocostatus \| \| \| \| \| \| Paraplanodes simplicicornis \| \| \| \| |
|              | Paraplanodes granulatocostatus                                                                 |
|              |                                                                                                |
|              | Paraplanodes simplicicornis                                                                    |
|              |                                                                                                |